# کریس کوک (شناگر)
کریس کوک (به انگلیسی: Chris Cook) (زادهٔ ۵ مهٔ ۱۹۷۹) شناگر اهل انگلستان است.